# Královecký Špičák
Královecký Špičák (německy Königshaner Spitzberg, polsky Kralowiecki Szpicak, dříve označován jako Špičák, německy Spitzberg) je s nadmořskou výškou 880,6 m nejvyšší horou Vraních hor a zároveň celé Broumovské vrchoviny. Nachází se v severovýchodních Čechách nedaleko státní hranice s Polskem, asi 6 km východně od Žacléře. Jak název napovídá, hora leží v katastru obce Královec. Královecký Špičák je kupou tvořenou převážně porfyry.

## Vrchol
Z vrcholu je velmi dobrý výhled na Rýchory, Královec, západní část Žacléřské vrchoviny a polskou část Vraních hor (Góry Krucze). Poskytuje také velmi dobré možnosti pro závěsné létání a paragliding.

## Turistické trasy
Vrchol Královeckého Špičáku je dostupný po modré turistické trase z Bernartic a z Královce.